# Puxinanã
Puxinanã là một đô thị thuộc bang Paraíba, Brasil. Đô thị này có diện tích 73,673 km², dân số năm 2007 là 12283 người, mật độ 166,7 người/km².